# 鋳鉄管

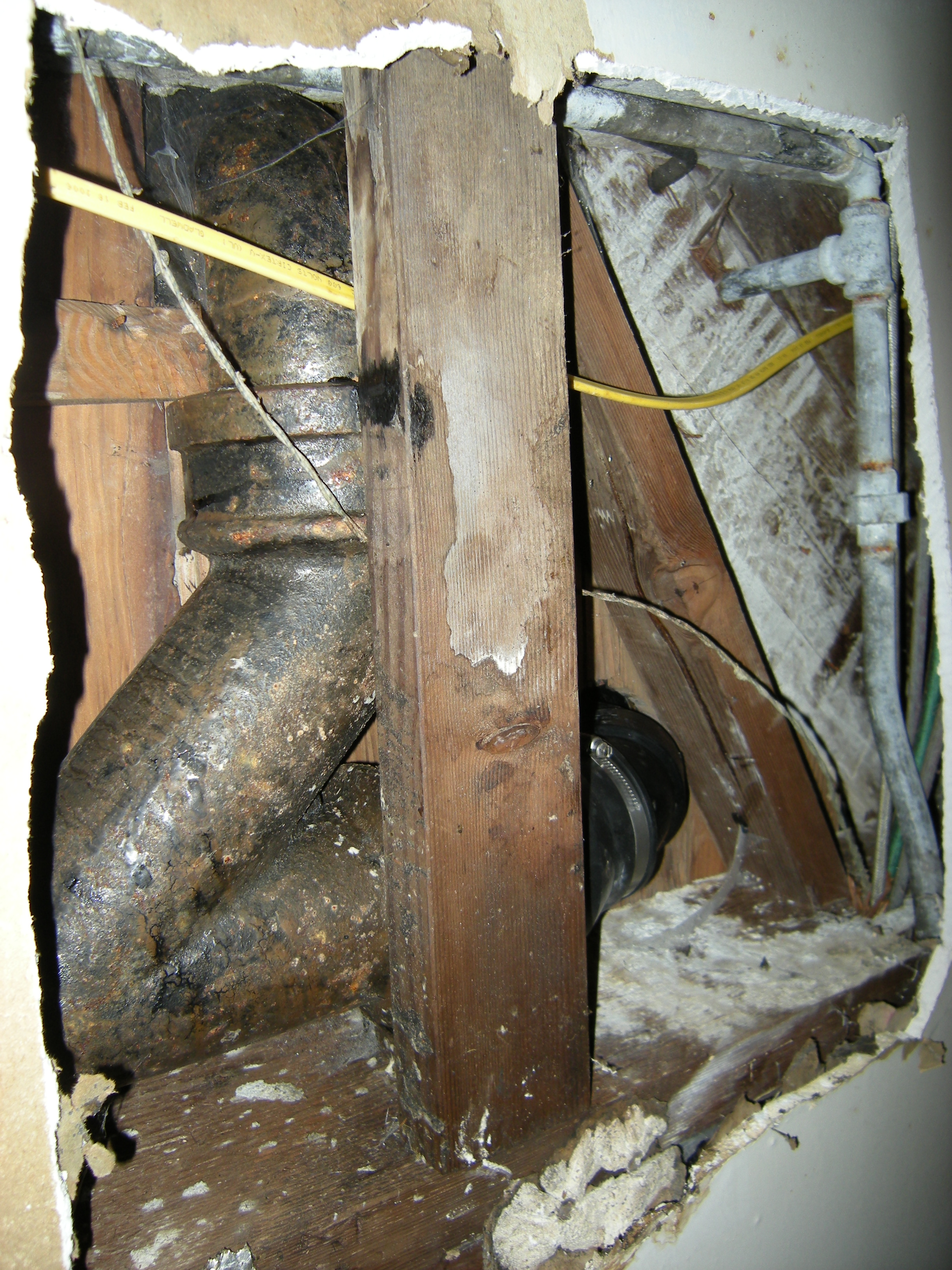
鋳鉄管

鋳鉄管（ちゅうてつかん、英語: cast iron pipe）は、材料としてねずみ鋳鉄を使用した管のこと。
主に水道本管に用いられ、日本においては近代水道が始まった明治初期から昭和30年頃まで、導水・送水・配水管として広く使用されたが、より優れた特性を持つダクタイル鋳鉄管が製品化され普及したことから、現在は製造されていない。

## 特性
- コンクリート系、合成樹脂系の管に比較して強度が大である。
- 金属材料の中では腐食に強く、電気抵抗が高いため電食の影響を受けにくい。
- 鋼管やダクタイル鋳鉄管と比較すると引張強さ、伸びが小さく、粘り強さ（靭性）に劣るため、衝撃に弱い。

## 歴史
日本の水道に初めて鋳鉄管が使用されたのは明治18年の横浜市水道である。当時鋳鉄管は日本国内で生産されておらず、イギリスから輸入されたものが使用された。その後、明治26年から鋳鉄管の国産がはじまり、明治40年代に入るとほぼ全てを国産品で賄えるようになった。昭和5年には、より高い強度を持つ（JIS G 5501 FC250に相当）鋳鉄管が開発された。この鋳鉄管は高級鋳鉄管と名付けられ、従来の鋳鉄管を普通鋳鉄管と呼び、区別された（普通鋳鉄・高級鋳鉄は水道用語であり、学術上は、どちらもねずみ鋳鉄（片状黒鉛鋳鉄）に分類される。）。高級鋳鉄管が普及したことから、普通鋳鉄管は使用されなくなり、昭和15年頃には製造を終了している。昭和28年には、より優れた特性を持つダクタイル鋳鉄管が製品化され、その後普及したことから、高級鋳鉄管も徐々に使用されなくなり、最終的に昭和46年頃（1971年）には製造を終了している。

## 鋳鉄管の継手
継手には、主に印ろう継手やフランジ継手が用いられ、後期にはメカニカル継手も使用された。印ろう継手は受け口と挿し口の間にヤーン（麻）を詰め、その後部に溶解鉛を流し込み、コーキングする構造である。ヤーンは水を吸水して膨潤することで止水する現在のゴムパッキングに相当するものであった。